# 泉寺河
泉寺河，位于中华人民共和国山西省晋中市寿阳县尹灵芝镇南部，是桃河源流之一。发源于尹灵芝镇郭王庄村东北虎神庙岩南麓，向西流过落摩寺村后折向北流，流经楼子村、苗家庄村、金家庄村、山南水库、小山南村等地，于大山南村东北与太平河汇流形成桃河。河长16千米，流域面积109.2平方千米，河道比降15.3‰。